# Acholeplasma hippikon
Acholeplasma hippikon è una specie di batterio appartenente alla famiglia delle Acholeplasmataceae.